# Festa de Nossa Senhora de Casaluce
A Festa de Nossa Senhora de Casaluce (em italiano Festa della Madonna di Casaluce) é a mais antiga festa de imigrantes italianos da cidade de São Paulo. Acontece desde o ano de 1900 no tradicional bairro do Brás, zona central da cidade.
A festa teve início quando imigrantes italianos vindos da região da Campânia trouxeram na bagagem a devoção por Nossa Senhora de Casaluce (santa padroeira do município de Casaluce) fundando a Associação Maria Santíssima de Casaluce, no bairro do Brás, Zona Leste da cidade de São Paulo.
Organizada por antigos moradores do bairro, a festa tem início na Paróquia, com missa em homenagem à santa. Depois da liturgia, começam, tanto no salão paroquial, quanto na rua,  as apresentações de shows de músicas italianas e napolitanas, como a tradicional e alegre tarantela.
A comida típica é uma das atrações: além de doces  como biscoitos amaretto e sfogliatella, aparecem no cardápio pratos do Sul da Itália, adotados pelos brasileiros, como antepasto, polenta, macarrão e pizza.
As festividades ocorrem em todo mês de maio, aos sábados e domingos, na Rua Caetano Pinto, no bairro do Brás.